# 弗雷澤峽谷戰爭
弗雷澤峽谷戰爭（英語：Fraser Valley War）是一場發生在1858年的戰爭。
1858年7月，一名恩謝凱帕姆赫少女在河邊洗澡時被來自加利福尼亞淘金者強暴。恩謝凱帕姆赫部族出於報復而對淘金者營地發動攻擊。而淘金者也組建了自己的民兵武裝進行報復。戰爭持續了一個月左右。最終雙方在8月簽訂停戰協定。